# Голдово
Го́лдово (белор. Голдава) — агрогородок в Лидском районе Гродненской области Республики Беларусь. Входит в состав Ходоровского сельсовета.
До 2013 года Голдово был центром Голдовского сельсовета.
Агрогородок Голдово находится в 30 км на юго-запад от районного центра города Лида, на автодороге Мыто-Ходоровцы.

## История
Голдово упоминается в начале XV века. Приобрело статус городка в начале XVII века. Принадлежала к Лидскому уезду Великого княжества Литовского, в составе Речи Посполитой; имелась православная церковь, проходила еженедельная торговля и ежегодные ярмарки. 
Историк Михал Шимелевич писал, что старая дорога из Лиды, проходившая мимо Ольжева на Белогруду, дальше бежала через Дитву на Парачаны, Голдово и Желудок, была известна под названием Зельвенского тракта. С 1795 года в составе Российской империи. В 1915 году оккупирована Германией, с 1921 года в составе Польши, с 1939 года — в БССР. С конца июня 1941 года до начала июля 1944 года под немецко-фашистской оккупацией. 

## Инфраструктура
Клуб-библиотека, почта, магазин.

## Достопримечательность
- Церковь Рождества Богородицы (1793 г., XIX в.) —  Историко-культурная ценность Республики Беларусь, шифр 413Г000352